# Carlos Schwabe
Carlos Schwabe, född den 21 juli 1866, död den 22 januari 1926, var en schweizisk målare. Han var symbolist.

## Galleri

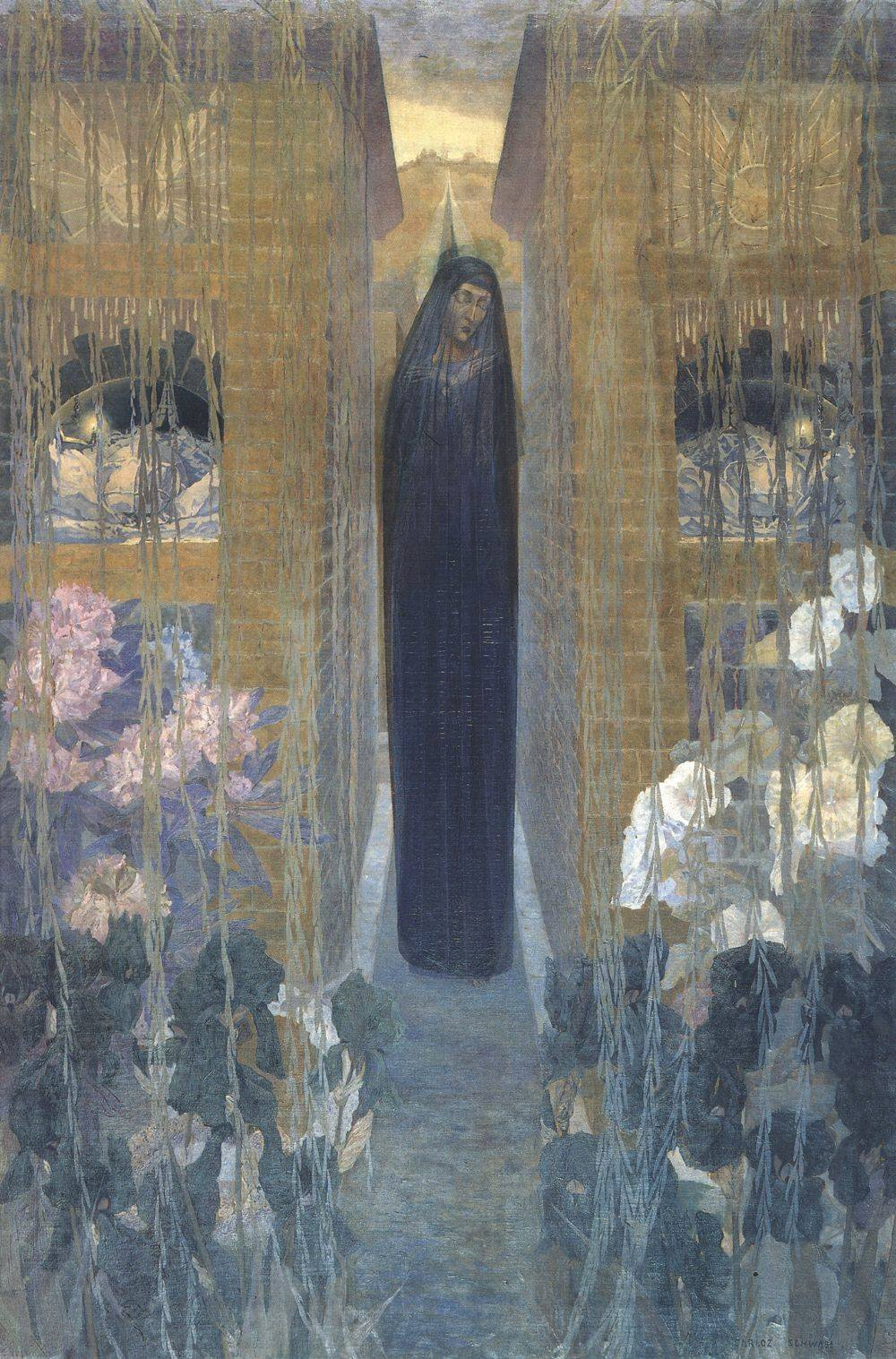
La douleur, 1893
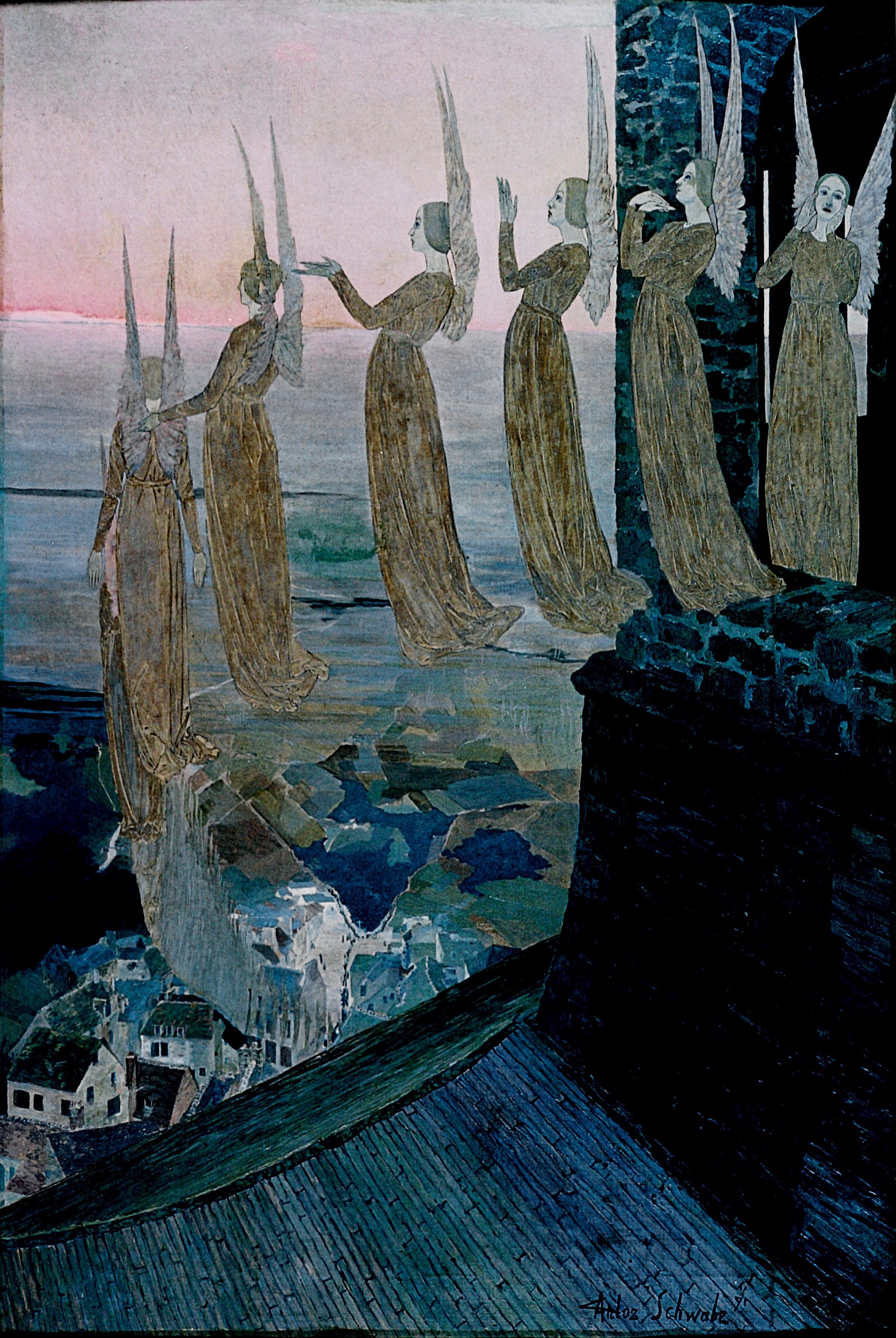
Cloches du soir (Evening bells, 1895)
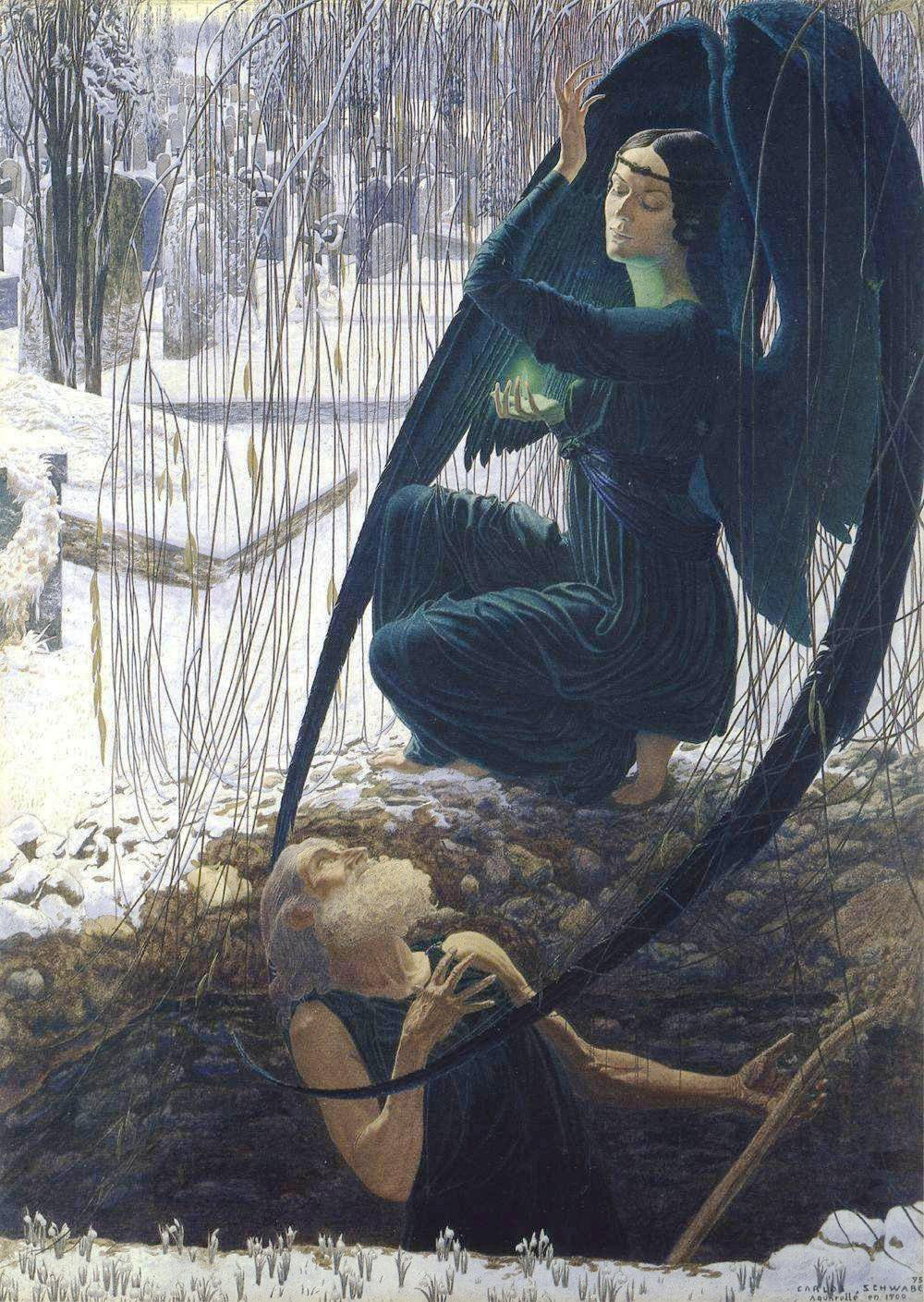
Death and the Gravedigger, 1895
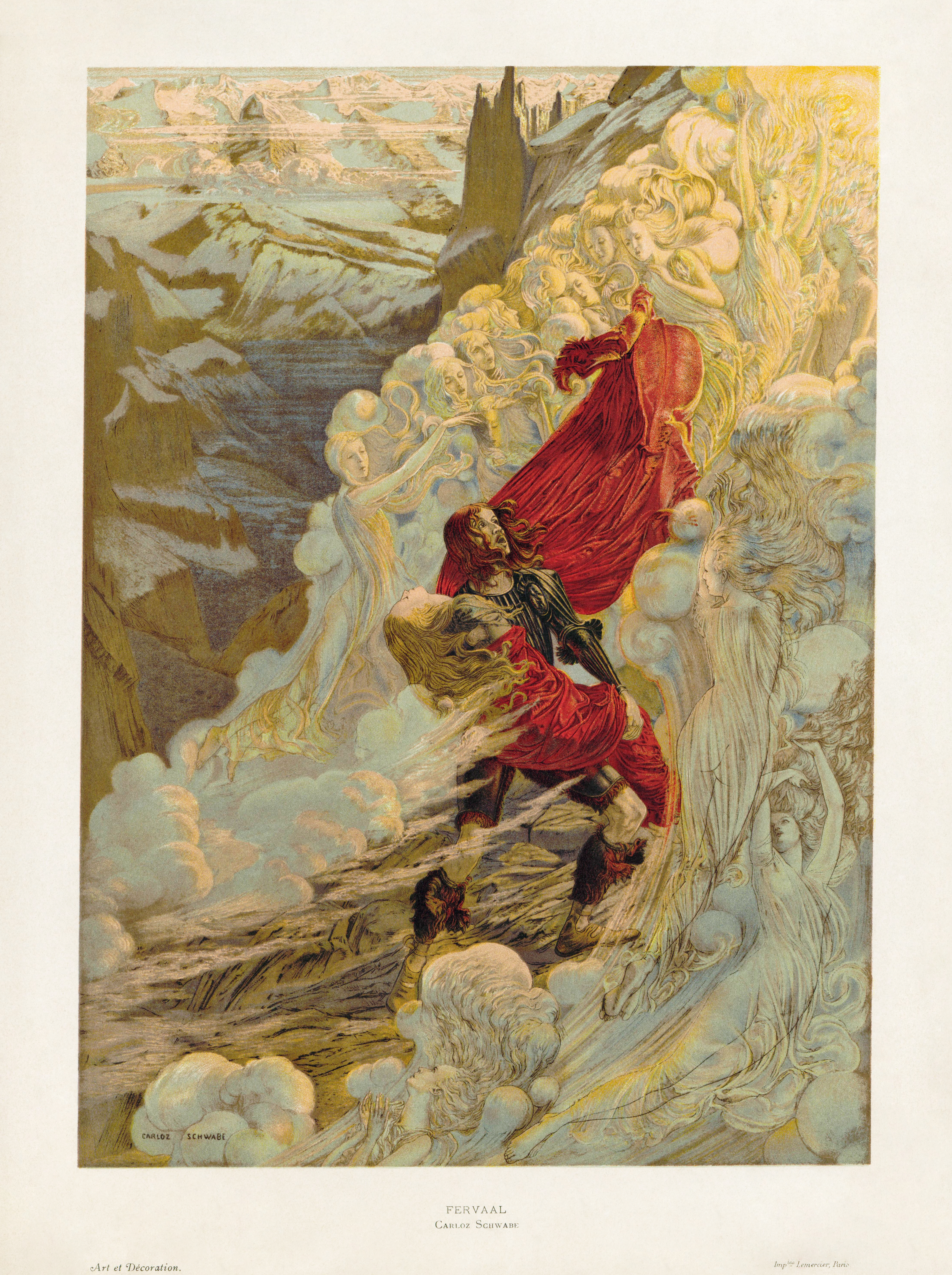
Fervaal, 1898
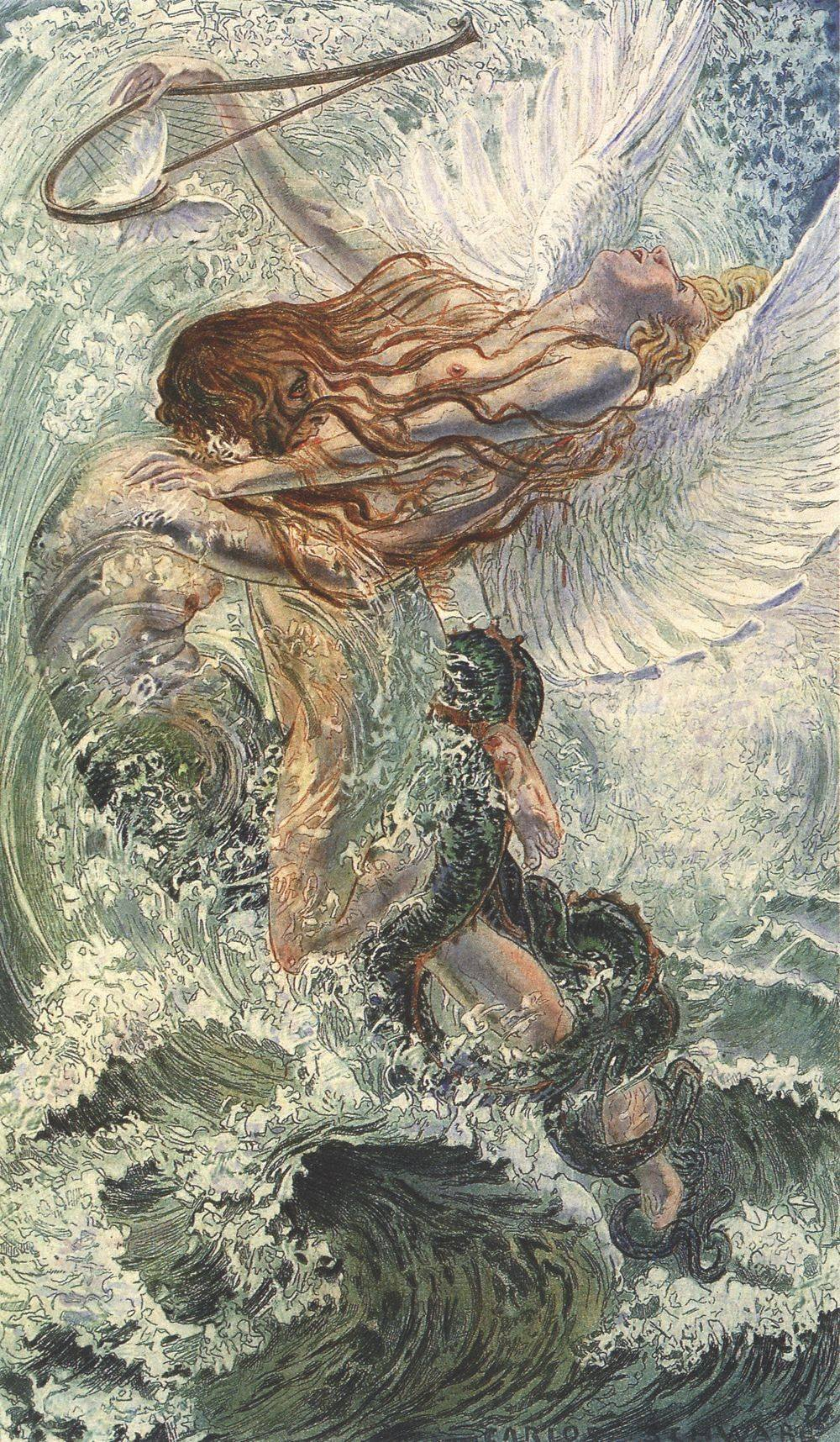
Les Fleurs du mal, 1900
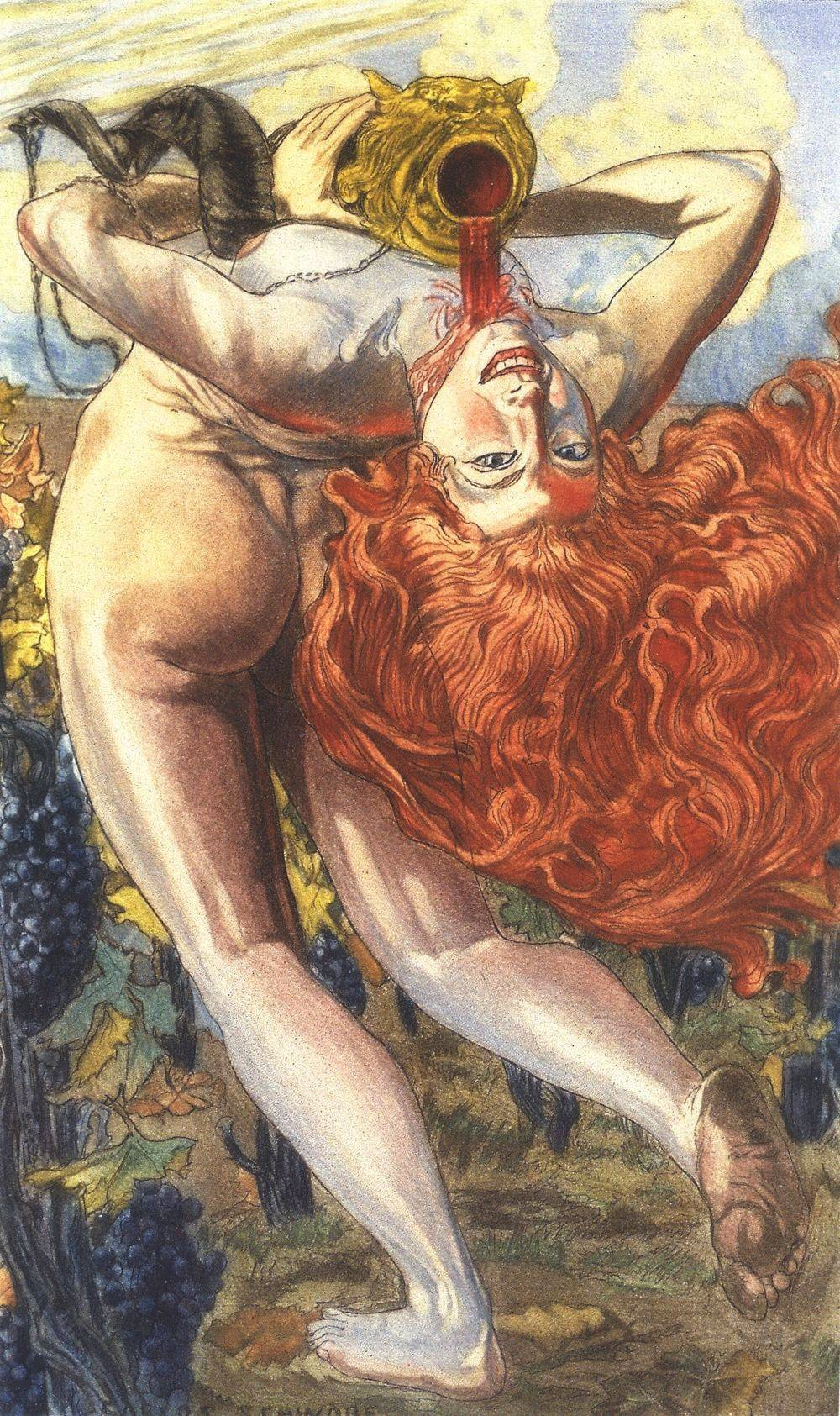
l'Ame du vin, 1900
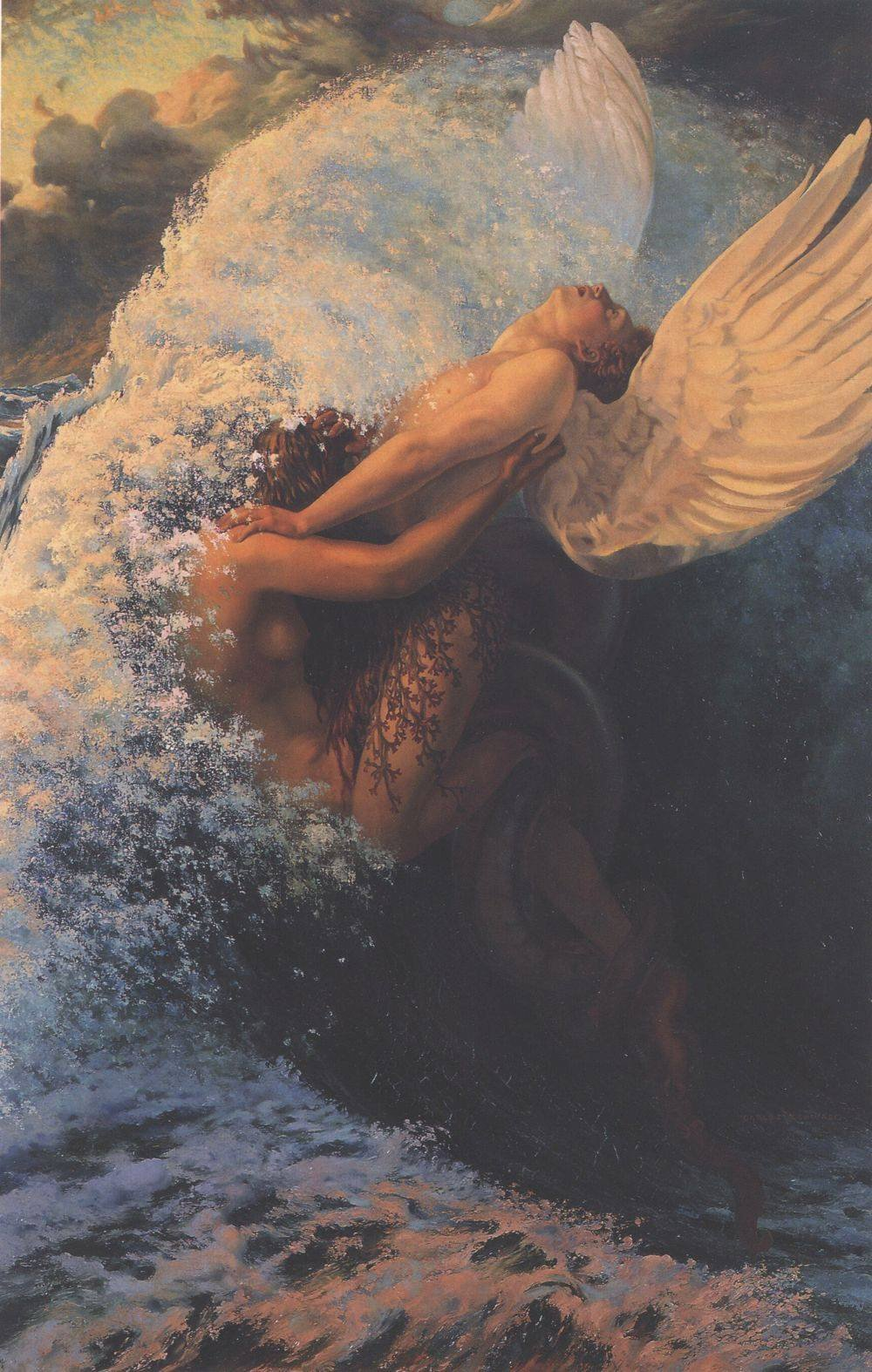
Spleen et Idéal, 1907
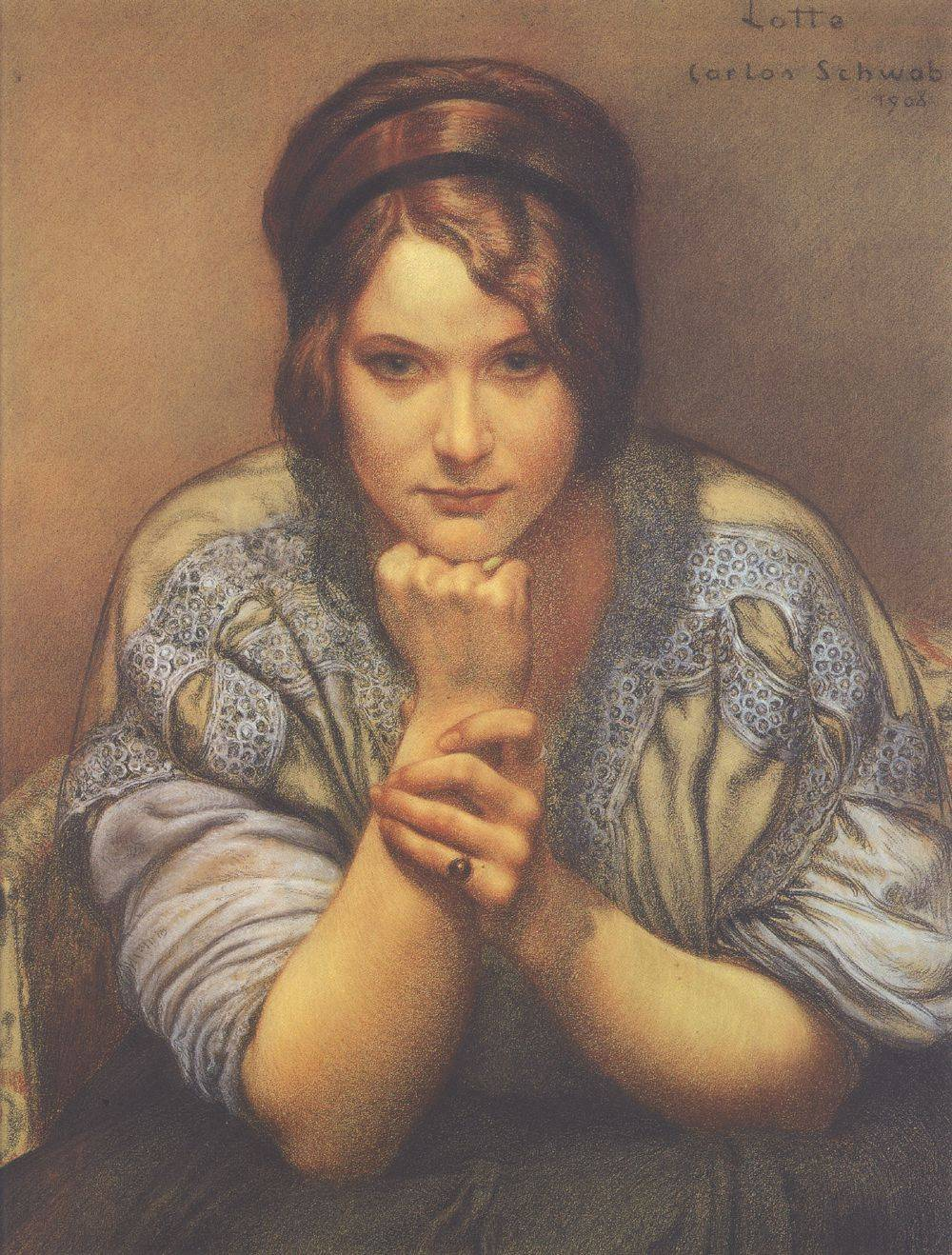
Lotte, the artist's daughter, 1908